# Wiktor Kaszczej
Wiktor Josypowycz Kaszczej (ukr. Віктор Йосипович Кащей, ros. Виктор Иосифович Кащей, Wiktor Iosifowicz Kaszczej; ur. 1946 w ZSRR) – ukraiński piłkarz, grający na pozycji napastnika, trener piłkarski.

## Kariera piłkarska

### Kariera klubowa
Wychowanek Szkoły Piłkarskiej Dynama Kijów. Pierwszy trener Mychajło Koman. W 1964 rozpoczął karierę piłkarską w Dynamie Kijów. Najpierw występował w drużynie rezerwowej, a w 1968 debiutował w podstawowym składzie Dynama. W 1972 przeszedł do Szachtara Donieck, skąd w następnym sezonie trafił do Zirki Kirowohrad, którą po roku opuścił. Karierę piłkarską kończył w Metałurhu Zaporoże.

## Kariera trenerska
Po zakończeniu kariery zawodniczej pracował jako trener w DJuSSz Dynamo Kijów. Potem trenował Dynamo-3 Kijów. Równocześnie w 1996 prowadził reprezentację Ukrainy U-18. W latach 2001–2005 pracował z juniorskimi reprezentacjami Ukrainy. 25 września 2004 w reprezentacji U-17 został jego zmieniony Anatolij Buznik. Dalej kontynuuje pracę z dziećmi w DJuSSz Dynamo Kijów.

## Sukcesy i odznaczenia

### Sukcesy klubowe
- mistrz ZSRR: 1968

### Odznaczenia
- nagrodzony tytułem Mistrza Sportu ZSRR: 1970